# Petar Guberina
Petar Guberina (Šibenik, 22. svibnja 1913. – Zagreb, 22. siječnja 2005.) bio je hrvatski jezikoslovac, fonetičar i teoretičar stilistike.

## Životopis
Završio je studij romanistike na Filozofskom fakultetu u Zagrebu i doktorirao 1939. godine na Sorbonnei. Od 1951. godine profesor je romanistike i francuske lingvistike na Filozofskom fakultetu, na kojem 1954. utemeljuje Fonetski institut i počinje se baviti eksperimentalnim fonetskim proučavanjima, ispitivanjem sluha i rehabilitacijom gluhonijemih. Redoviti član HAZU postaje 1963. godine.
Akademik Petar Guberina ukazivao je na strukturne odlike ljudskoga uma u njegovoj najsloženijoj komunikacijskoj funkciji - govornoj, gestovnoj i mimičkoj. Obznanio je prostore ljudske komunikacije u kojima se stvaraju i rastvaraju forme koje otkrivamo ili ih još uvijek nastojimo otkriti kao govorne, jezične i metajezične najrazličitijih razina naše ljudskosti. Proučavao je njihovo nastajanje, ljepotu postojanja u govornoj afektivnosti, spoj ideja sa slojevitim stvarnostima konteksta, ljudskom fiziologijom,  konkretnim i apstraktnim značenjima koje donose intonacijske i druge govorne promjene jezičnom iskazu - u zvuku (danas toliko stvaranom, globalno razmjenjivanom, prodavanom...) i pokretu, u formama i nasuprot formi jezika. Znanstvenom je preciznošću multidisciplinarno dosegao prostore slušanja složenog zvuka, glasa, perceptivnih fonetskih optimala i razumijevanja, nagovijestivši transdisciplinarne razine informacijske i komunikacijske organizacije koje generacije na njegovu tragu tek počinju otkrivati. 
Neurolog klase Lurie, semiotičar i pragmatičar prije Marshalla McLuhana, kibernetičar govornih sprega klase Norberta Wienera, osnivač brojnih rehabilitacijskih, tzv. SUVAG - "Systeme Universel Verbotonal d'Audition Guberina" centara diljem svijeta, priznat ali neprimjereno i nedostatno citiran. 
U polju suvremene komunikologije Guberinino je fundamentalno djelo Zvuk i pokret u jeziku i Verbotonalna teorija za koju je u svojim predavanjima isticao da bi ju trebali primjenjivati samo stručnjaci filoloških disciplina a na polju jezikoslovne kroatistike, Guberinino su najvažnije djelo Razlike između hrvatskoga i srpskoga književnog jezika, objelodanjene u doba relativne slobode Banovine Hrvatske 1940. 
Odškrinuo je čovječanstvu vrata novih tajni ljudske komunikacije i znanstvenog proučavanja komunikacije govorom, ritma kao nositelja misli i osjećaja, ukazao na granularne partitivnosti semiotičkih razina koju i jedan jedini fonem može nositi, na semiotičku mnogostrukost koja se može ostvariti i u vremenskom razmaku fonema (i stoga potrebnih razina komunikacijskog proučavanja struke fonetike). Na takvoj mnogostrukoj granularnosti ostvarujući posebnosti zagrebačke fonetske škole' utemeljio je i Studij eksperimentalne i teorijske fonetike na Filozofskom fakultetu u Zagrebu

## Djela
Nepotpun popis
- Razlike između hrvatskoga i srpskoga književnog jezika (1940)

- Zašto možemo govoriti o posebnom hrvatskom književnom jeziku, pretisak Guberinina rada u časopisu Jezik 5/1996. ([neaktivna poveznica])

- Metodologija verbotonalnog sistema, Defektologija 2/1966. (elektronička inačica  Arhivirana inačica izvorne stranice od 24. studenoga 2022. (Wayback Machine))
- Audiovizuelna-globalnostrukturalna metoda, Govor 2/1967. (elektronička inačica)
- Govor i prostor, Filologija 14/1986. (elektronička inačica  Arhivirana inačica izvorne stranice od 24. studenoga 2022. (Wayback Machine))
- Hrvatski književni jezik i hrvatski jezikoslovci, Jezik 1/1995. (elektronička inačica  Arhivirana inačica izvorne stranice od 24. studenoga 2022. (Wayback Machine))
- Filozofija verbotonalnog sistema, Filologija 24-25/1995. (elektronička inačica  Arhivirana inačica izvorne stranice od 24. studenoga 2022. (Wayback Machine))

## Poveznice
- Aldo Gladić

## Vanjske poveznice
Mrežna mjesta
- Akademik Petar Guberina @ SUVAG  Arhivirana inačica izvorne stranice od 20. studenoga 2007. (Wayback Machine)
- Zagrebačka fonetska škola  Arhivirana inačica izvorne stranice od 7. veljače 2005. (Wayback Machine)
- Kulturna politika  Arhivirana inačica izvorne stranice od 9. srpnja 2007. (Wayback Machine)
- Prof. dr. sc. Mihovil Pansini  Arhivirana inačica izvorne stranice od 9. veljače 2005. (Wayback Machine)
- Petar Guberina, S.E.D.I. laboratoire de recherche-développement au 8 Rue Mabillon